# Safi
Safi (marokkanisches Tamazight ⴰⵙⴼⵉ Asfi, deutsch ‚Flut‘; arabisch أسفي, DMG Asfī oder آسفي / Āsfī) ist eine etwa 330.000 Einwohner zählende Großstadt in der Region Marrakesch-Safi in Marokko.

## Lage und Klima
Safi liegt unmittelbar am Atlantischen Ozean in einer Entfernung von etwa 250 km (Fahrtstrecke) bis nach Casablanca im Norden, ca. 150 km bis nach Essaouira und ca. 300 km bis nach Agadir im Süden. Bis zum östlich gelegenen Marrakesch sind es etwa 150 km. Das Klima ist in hohem Maße vom Atlantik beeinflusst; Regen (ca. 400–500 mm/Jahr) fällt nahezu ausschließlich in den Wintermonaten.

## Bevölkerungsentwicklung
| Jahr      | 1994    | 2004    | 2014    | 2024    |
| Einwohner | 262.276 | 284.750 | 308.508 | 323.888 |

Die Bevölkerung der Stadt besteht nahezu ausschließlich aus zugewanderten Angehörigen verschiedener Berberstämme der Umgebung. Außerdem wächst die Stadt auch wegen der vielen Jobs im Fischerei-Wesen enorm.

## Wirtschaft
Ehemals war das aus der Haut von Ziegen hergestellte Saffianleder ein wichtiges Export-Produkt der Region um Safi. Heute ist Safi – nach Casablanca und Tanger – wichtigster Hafen und Industriestandort Marokkos. Das Hinterland von Safi – vor allem die Region um Youssoufia und Khouribga – ist sehr phosphatreich; die felsigen und staubtrockenen Böden werden großflächig gesprengt, abgebaggert, zerkleinert, chemisch zu Granulat weiterverarbeitet und als Düngemittel exportiert. Die gesamte Phosphatproduktion Marokkos sowie die Weiterverarbeitung und der Export liegen in der Hand des staatlichen Office Chérifien des Phosphates (OCP). In den letzten Jahren ist verstärkt von Gesundheits- und Umweltproblemen durch Industriestaub und die chemische Weiterverarbeitung die Rede. Darüber hinaus haben sich in den letzten Jahrzehnten auch andere Industriezweige (Chemie, Textil) in und um Safi angesiedelt.
Auch als Fischereihafen ist Safi von Bedeutung; die Fänge (hauptsächlich Sardinen) werden zu einem erheblichen Teil in den Konservenfabriken des Hafengeländes weiterverarbeitet. Die Konservierung von Obst, Gemüse, Tomaten etc. spielt ebenfalls eine wichtige Rolle im Wirtschaftsleben der Stadt.
Safi ist auch bekannt für seine Keramik-Märkte und seine Keramik-Industrie. Neben Dekor- und Gebrauchskeramik stellt man hier auch – aus längsgeteilten, leicht konischen Röhren, die auf der Töpferscheibe gedreht werden – die grün glasierten Dachziegel her, mit denen in Marokko Moscheen, Mausoleen, Medersen und Königspaläste gedeckt sind.

## Geschichte

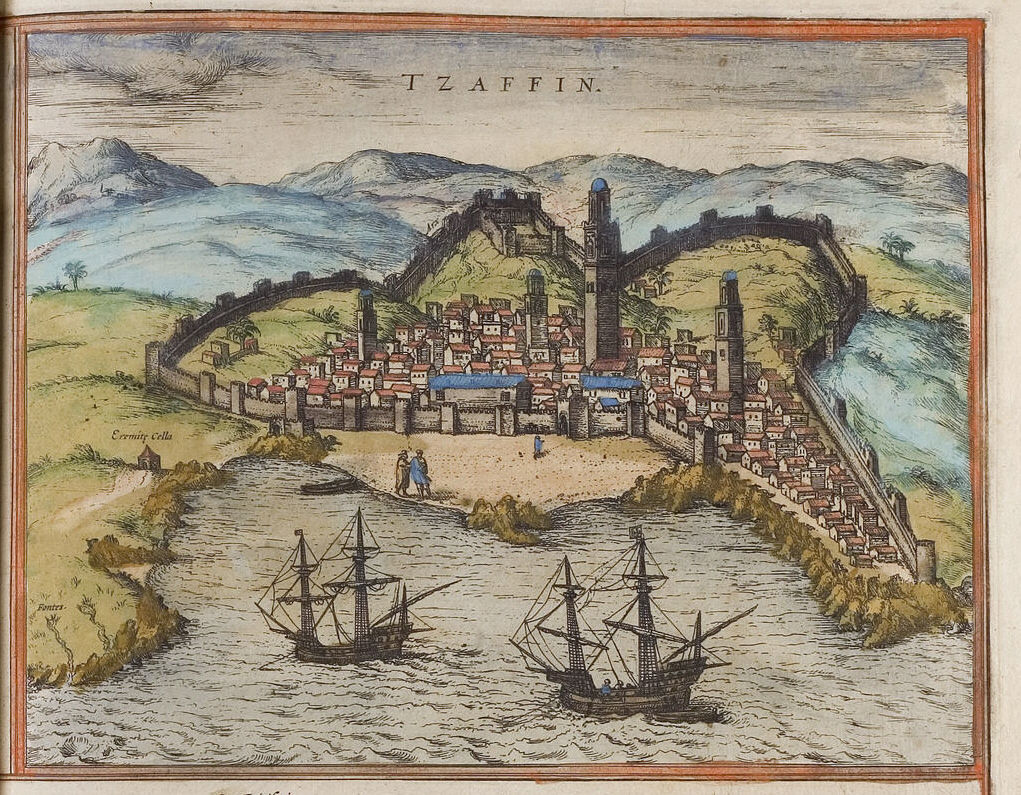
Phantasievolle Zeichnung von Tzaffin aus dem Jahr 1572

Bereits der Geograph Idrisi (12. Jahrhundert) und der Gelehrte Ibn Chaldūn (14. Jahrhundert) berichteten von Asfi/Safi als einer wichtigen Hafenstadt; anscheinend hatten die Almohaden ein bereits existierendes Fischerdorf zu einer Stadt erweitert und eine Moschee gebaut. Nachdem bereits im Jahre 1253 die Genuesen einen Stützpunkt in Safi errichtet hatten, dessen weitere Geschichte jedoch im Dunkeln liegt, gründeten 1488 die Portugiesen eine Handelsniederlassung für Sklaven, Gold und Elfenbein als Zwischenstation auf ihrem Weg an die Goldküste und Indien. Von 1508 bis 1541 war die Stadt fest in portugiesischer Hand und wurde von einer ca. 3 km langen geböschten Mauer umgeben. Aufgrund wiederholter Angriffe der Berber in der ersten Hälfte des 16. Jahrhunderts mussten die Portugiesen den Ort jedoch wieder aufgeben. Als Handelsstadt war Safi jedoch weiterhin von Bedeutung; im 17. und 18. Jahrhundert bestanden rege Kontakte nach Europa. Im Jahr 1751 versuchte König Friedrich V. von Dänemark – letztlich jedoch erfolglos –, durch den Abschluss eines Freundschafts- und Handelsvertrags mit Mulai Muhammad, dem Statthalter von Marrakesch, dänische Stützpunkte in Safi und Santa Cruz do Cabo de Gué oder Cabo de Aguer (heute Agadir) zu errichten.
Im Jahr 1942 war Safi einer der Landeplätze der Alliierten im Rahmen der Operation Torch.

## Sehenswürdigkeiten

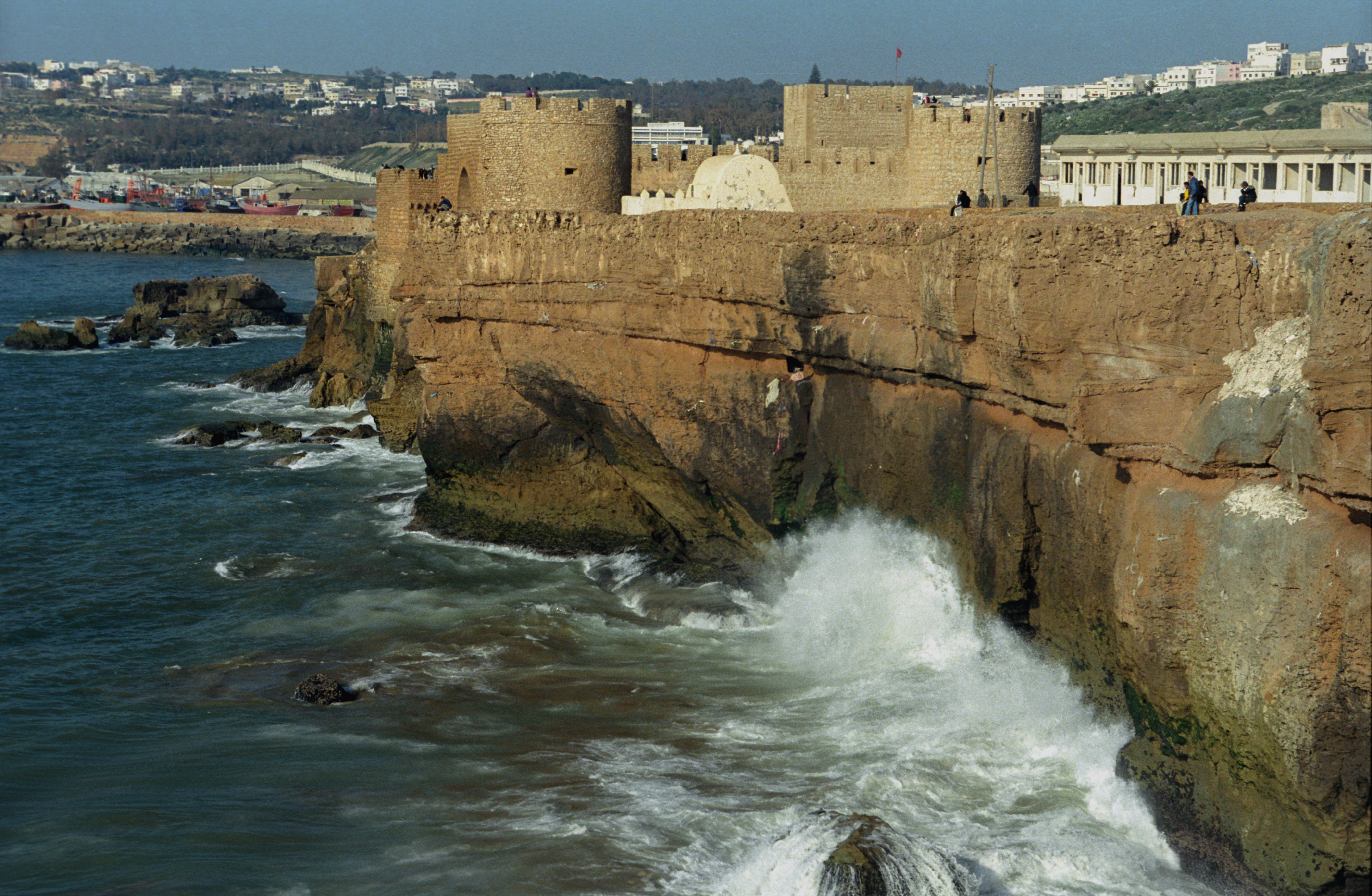
Safi – Meeresschloss (Qsar el-Bhar)

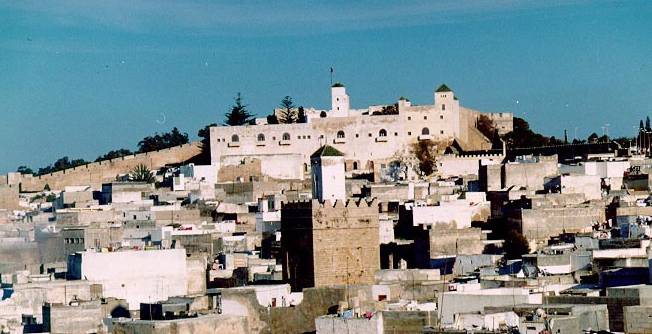
Safi – Blick über die Altstadt (Medina) mit dem almohadischen Minarett der Großen Moschee auf die Qechla

- Die Neustadt, die über 90 % der Gesamtfläche von Safi einnimmt, wirkt weitläufig und modern, aber auch stereotyp. Die Altstadt (Medina) innerhalb der portugiesischen Stadtmauern mit ihrem Gewirr von Gassen erscheint dagegen lebendig und urtümlich; hier verbinden sich Wohnen, Handwerk und Kleinhandel zu einem mittelalterlich wirkenden Gesamteindruck.
- Außerhalb der Altstadtmauern, westlich der Place de l'Indépendance, entstand im 16. Jahrhundert die portugiesische Festung Qsar el-Bhar („Meeresschloss“) mit – in späterer Zeit hinzugefügten – interessanten Bronzekanonen. Vom südlichen Turm der Festungsanlage bietet sich ein schöner Altstadtblick.
- Sehenswert sind die Große Moschee (Jemaa el Kebir) mit ihrem mächtigen, unverputzten Minarett aus almohadischer Zeit; sie erhebt sich an der Stelle einer – möglicherweise unvollendet gebliebenen – portugiesischen Kathedrale aus dem 16. Jahrhundert.[3]
- Im Süden der Moschee blieb der im manuelinischen Stil errichtete Chor des christlichen Sakralbaus (Chapelle Portugaise) erhalten.
- Am östlichen Rand der Altstadt liegt die ebenfalls aus portugiesischer Zeit stammende, imposante Festung Borj ed-Dar („Festung der Residenz“), die auch Qechla (abgeleitet vom portugiesischen castelejo) genannt wird. Innerhalb der starken Mauern befinden sich eine kleine Moschee und der Palast (Dar el-Makhzen), in dem ein Keramikmuseum untergebracht ist.

## Sport

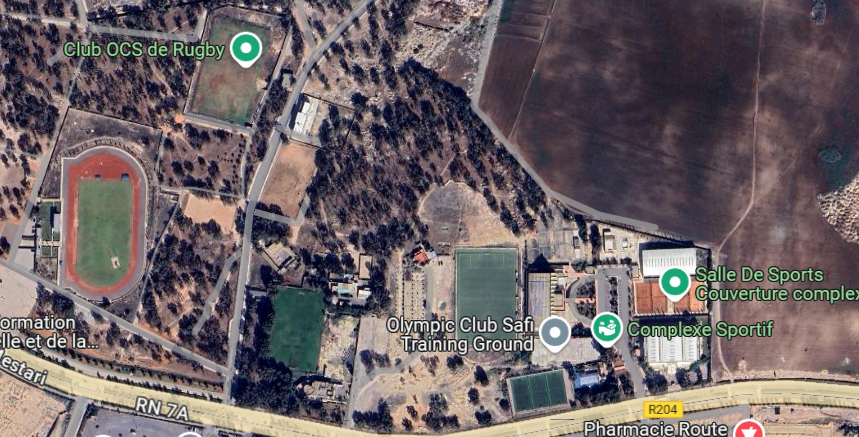
Vogelperspektive des sogenannten "Complexe Sportif de Olympique Club de Safi"

Die Stadt Safi verfügt mehrere Sport-Clubs, darunter auch Olympique Club de Safi. Der Verein (auch "Olympique Safi" oder "OCS" genannt) hat mehrere Sportarten zur Verfügung (Fußball, Rugby, Schwimmen, Basketball etc.). Die erfolgreichsten Sportarten im Club sind Fußball und Rugby. Der Verein gewann mehrere nationale Titel und befand sich ausnahmslos immer in den Top 6 der Ligen. Außerdem ist der Nachwuchs beim OCS einer der besten im ganzen Land, denn der Vorstand gibt viel Geld für den Campus aus.

## Persönlichkeiten
- Michel Galabru (1922–2016), Schauspieler und Komiker
- Mohammed Benhima (1924–1992), Premierminister von Marokko
- Henry Ohayon (1934–2023), israelischer Radrennfahrer
- Michel Marie Jacques Dubost (* 1942), französischer Geistlicher, emeritierter Bischof von Evry-Corbeil-Essonnes
- Esther Galil (* 1945), israelische Chansonsängerin und Songschreiberin
- Hayat Lambarki (* 1988), Hürdenläuferin
- Abderrazak Hamdallah (* 1990), Fußballspieler
- Fatima Ezzahra Gardadi (* 1992), Langstreckenläuferin
- Othmane el-Goumri (* 1992), Langstreckenläufer
- Yahia Attiyat Allah (* 1995), marokkanisch-belgischer Fußballspieler

## Sonstiges
- Nach der Stadt Safi (in Europa Tzaffin genannt) ist das Saffianleder benannt, ein in Europa seit der Barockzeit sehr beliebtes Leder aus Ziegen- und Schafhäuten.
- Am 25. Mai 1969 und am 17. Mai 1970 war Safi Ausgangspunkt der beiden Versuche Thor Heyerdahls, den Atlantik mit den Papyrusbooten Ra und Ra II zu überqueren und so die Möglichkeit eines frühen Kulturkontaktes von Nordafrika (Ägypten) nach Mittel- und Südamerika nachzuweisen.
- Am 6. März 2004 wurde ein Asteroid nach der Stadt benannt: (68718) Safi.

## Partnerstädte
- Boulogne-sur-Mer, Frankreich (seit 1957)
- Setúbal, Portugal
- Sfax, Tunesien (seit 1982)
- Montereau-Fault-Yonne, Frankreich (seit 2007)